# Kokuritsu Yoyogi Kyōgijō
Die Kokuritsu Yoyogi Kyōgijō (jap. 国立代々木競技場, deutsch Nationale Sporthalle Yoyogi) ist eine Mehrzweckhalle, die sich im Yoyogi-Park im Bezirk Shibuya der japanischen Hauptstadt Tokio befindet und berühmt für ihre Hängedachkonstruktion ist. Im ersten Stock befinden sich die Yoyogi-Turnhallen. Sie haben ein nach innen gewölbtes, konkaves Dach.

## Geschichte

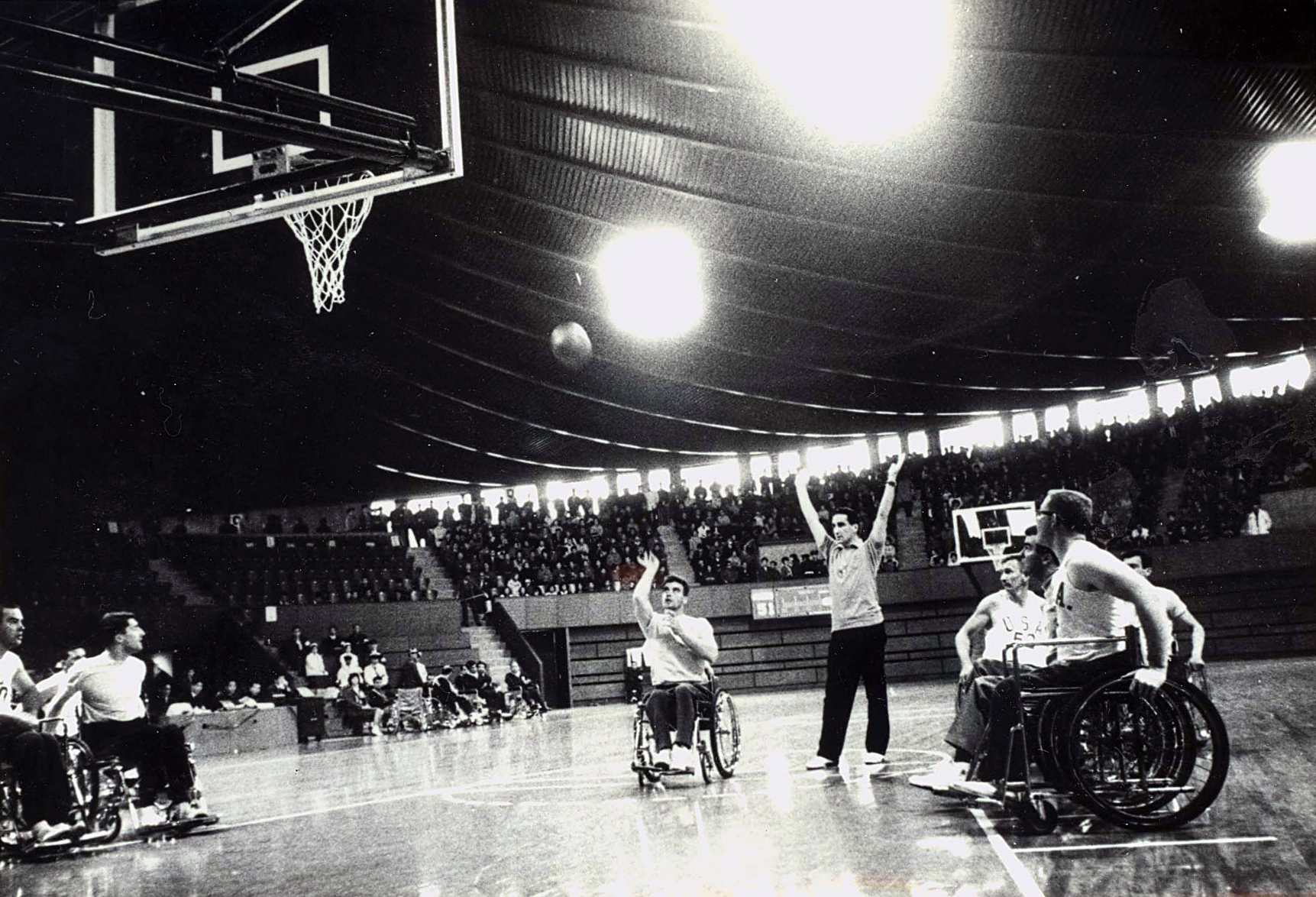
Ein Basketball-Spiel während der Paralympics 1964 in der kleinen Halle des Yoyogi National Gymnasium.

Die Sporthalle wurde von Kenzō Tange entworfen und beheimatete 1964 die Wettbewerbe im Schwimmen und Wasserspringen während der Olympischen Sommerspiele. In der Nebenhalle wurden Spiele des olympischen Basketball-Turniers durchgeführt. Während der gemeinsam ausgerichteten Paralympischen Spiele fanden in der großen Halle die Wettbewerbe im Snooker, Tischtennis und Gewichtheben statt. Die Nebenhalle wurde für die Rollstuhl-Basketball-Turniere genutzt. Dort fand auch die Abschlusszeremonie der Paralympics statt.
Die Haupthalle fasst heute maximal 12.898 Besucher; die Nebenhalle 3.202 Besucher. Sie wird heute primär als Sportveranstaltungen (Volleyball, Basketball, Eiskunstlauf) sowie für Konzerte genutzt. In der Nähe befindet sich der Bahnhof Harajuku.

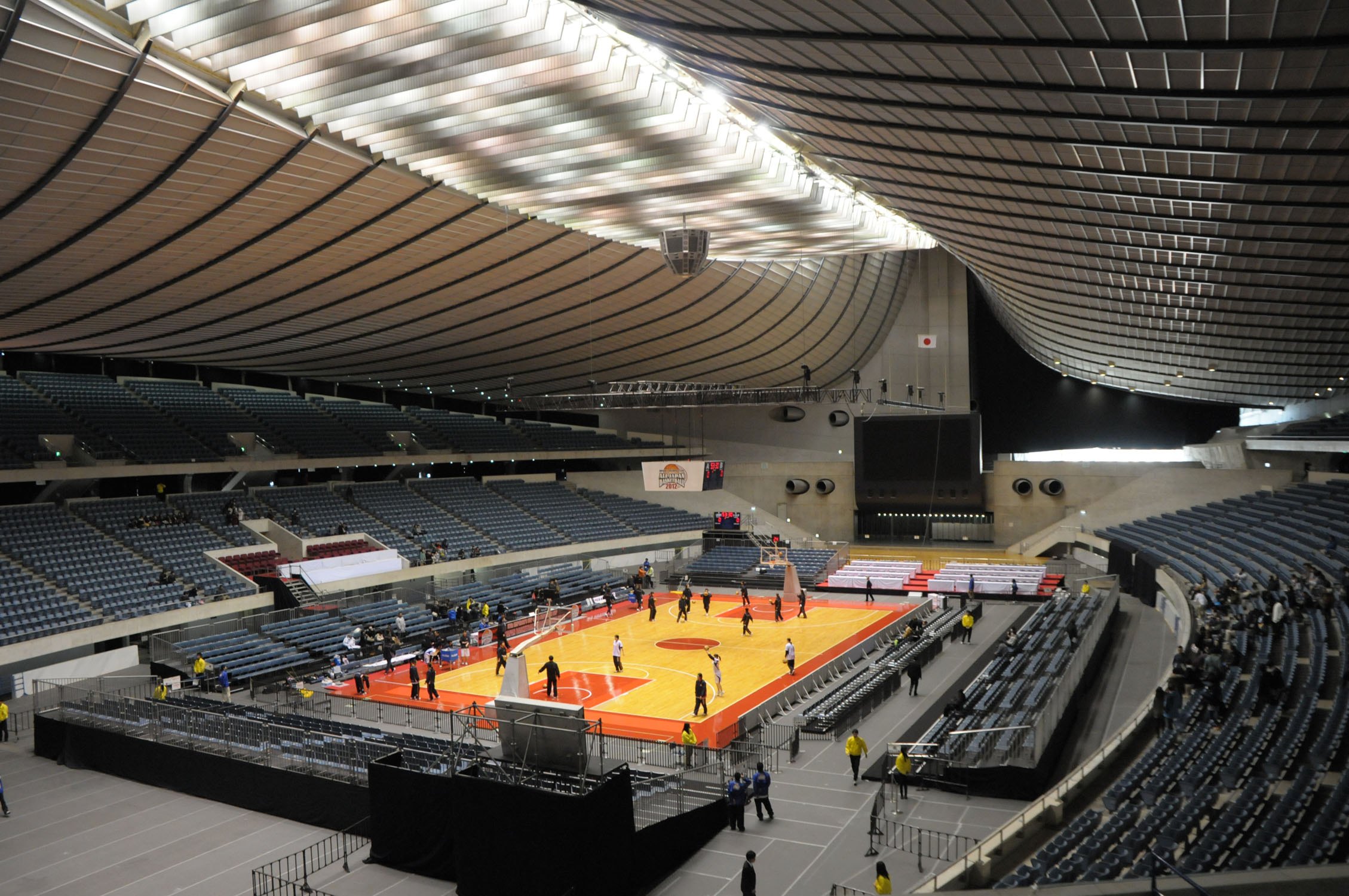
Innenansicht

Im Oktober 1997 wurde das Eröffnungsspiel der NHL-Saison 1997/98 zwischen den Vancouver Canucks und den Mighty Ducks of Anaheim sowie ein weiteres Spiel ausgetragen. Es war das erste Mal, dass ein NHL-Spiel nicht auf nordamerikanischem Boden ausgetragen wurde. Im Jahr darauf eröffneten die San Jose Sharks und die Calgary Flames die NHL-Saison 1998/99 ebenfalls mit zwei Spielen. 2008 wurden hier die Ringer-Weltmeisterschaften der Frauen ausgetragen. Seit 2009 findet hier der Eiskunstlaufwettbewerb World Team Trophy statt. Während der Volleyball-Weltmeisterschaft der Frauen 2010 fanden in der Halle Gruppenspiele und die Final-Four-Runde in der Halle statt. Ebenfalls 2010 machten die Judo-Weltmeisterschaften Station in der Halle.
2016 war die Halle Austragungsort des zweiten Tokyo Darts Masters, welches im Rahmen der World Series of Darts von der PDC veranstaltet wurde.
Bei den olympischen Sommerspielen 2020 fanden in der Sporthalle zwischen dem 24. Juli und 8. August 2021 die Handball-Spiele der Männer und Frauen statt, an welchen insgesamt 368 Sportler teilnahmen. Im August und September 2021 trugen die Athleten der Sommer-Paralympics in der Halle die Badminton- und Rollstuhlrugby-Wettbewerbe aus.

## Architektur

### Baubeschreibung
Der Stadionkomplex steht neben dem Yoyogi-Park und dem Meiji-Schrein auf einem großen, ansonsten unbebauten Grundstück. Er besteht aus zwei Hallen, die für verschiedene Sportwettbewerbe und im Laufe der Zeit auch kulturelle Veranstaltungen verwendet werden. Katsuya Natsume schreibt, der Komplex stelle vor dem Hintergrund des Parks, der Eisenbahngleise und der hohen städtischen Dynamik des Shibuya-Bezirks auf einem weitläufigen Platz ein markantes „architektonisches Objekt“ mit einer eindrücklichen Komposition dar. Tange entwarf die „Piazza“ als einen Ort der Promenade, der die Zuschauer in das Gebäude führe und gleichzeitig die Stadt mit der Halle auf organische Weise verbinde. Die ungewöhnlichen Hängedächer, die Tange gegenüber einer konventionelleren Konstruktion wählte, beeindruckten laut Katsuya durch ihre Silhouetten. Dabei ist das Dach der größeren Halle von zwei Stahlbeton-Pfeilern abgespannt, das der kleineren Halle von nur einem. Neben den vielseitigen funktionalen Anforderungen entwarf Tange die Halle so, dass die Zuschauer den Eindruck verspüren mögen, „Teil der Architektur zu werden“. Die geschwungenen Formen des Daches und der Ränge referenzieren die Erfahrung traditioneller japanischer Architektur.

### Rezeption
Die Jury, die Kenzō Tange 1987 den Pritzker-Preis verlieh, bemerkte in ihrer Begründung, dass die Nationalen Sporthallen Yoyogi zu den schönsten Gebäuden des zwanzigsten Jahrhunderts gezählt würden.
Botond Bognár schreibt in seinem Architekturführer, die Nationalen Sporthallen Yoyogi seien ein Meisterwerk in Tanges Œuvre und rechtmäßig ein Wahrzeichen der Stadt und der Architektur des zwanzigsten Jahrhunderts geworden. Seine Errungenschaft ruhe darin, traditionelle und moderne Architektur „auf dem höchsten Niveau“ zu verbinden und so Vergangenheit, Gegenwart und „sogar die Zukunft“ miteinander in Beziehung zu setzen. Zudem sei die Konstruktion und der Entwurf der Sporthalle Zeugnis der hochentwickelten Industriegesellschaft Japans zum Zeitpunkt des Baus.
Die Nationalen Sporthallen Yoyogi wurde von der Denkmalschutzorganisation docomomo in die Auswahl hundert bedeutender japanischer Bauwerke der Moderne gewählt.